# Західна музика (США)

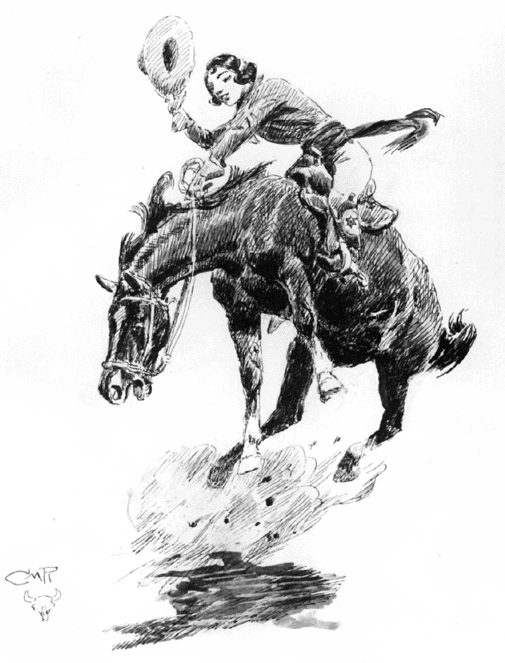
Чарльз М. Рассел
Ковґерл на родео

Західна музика США (англ. Western  music) — жанр американської фольклорної музики, створений митцями та поселенцями, які проживали і працювали в Західній Америці та Західній Канаді. Ця музика тісно пов'язана з англійськими, шотландськими та ірландськими народними баладами. Вона використовувалася на відкритих просторах у преріях та Скелястих горах західної Північної Америки.
У південно-західній частині на розвиток цього жанру вплинула мексиканська народна музика. Західна музика має спільне коріння з аппалачінською музикою, відомою також як музика хіллбіллі.

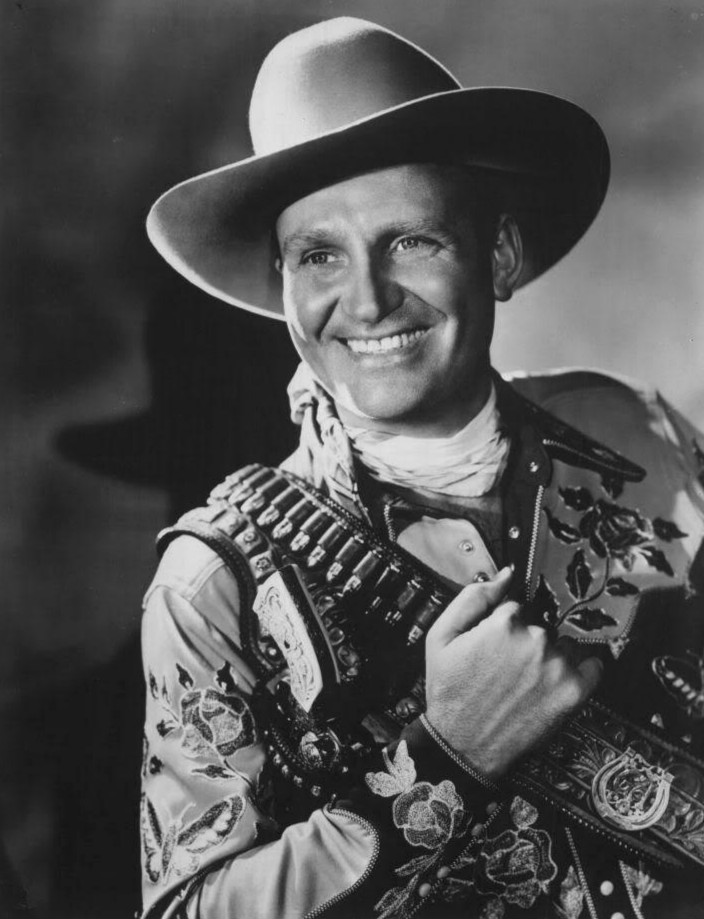
Джин Отрі

Музична індустрія середини XX-го століття об'єднала дві гілки жанру разом під прапором країни створивши сучасну назву — кантрі.

## Співаки жанру західна музика США
- Лінн Андерсон[en]
- Bill Barwick
- Joe Bethancourt
- Джонні Бонд[en]
- Вілф Картер[en]
- Джонні Кеш
- Джон Денвер
- Томмі Данкен[en]
- Дон Едвардс[en]
- Джуні Фішер[en]
- Girls of the Golden West
- Лорн Ґрін[en]
- Френкі Лейн
- Chris LeDoux
- Corb Lund and the Hurtin' Albertans
- Patsy Montana
- Майкл Мартін Мерфі[en]
- Bob Nolan
- Джин Отрі
- The Quebe Sisters Band
- Riders in the Sky
- Tex Ritter
- Марті Роббінс
- Tom Russell
- Рой Роджерс[en]
- Sons of the Pioneers
- Sons of the San Joaquin
- Tim Spencer
- Ian Tyson
- Джиммі Вейклі[en]
- Johnny Western
- Джон І. Вайт[en]
- Ray Whitley
- Slim Whitman
- Red Steagall